# La Grande-3 generating station
La Grande-3 generating station är en dammbyggnad i Kanada.   Den ligger i regionen Nord-du-Québec och provinsen Québec, i den östra delen av landet, 900 km norr om huvudstaden Ottawa. La Grande-3 generating station ligger 180 meter över havet. Den ligger vid sjöarna  Lac Anisutach Lac Awapakamich Lac Chewanis Lac Grande Pointe Lac Kamanskasi och Réservoir La Grande 3.
Terrängen runt La Grande-3 generating station är huvudsakligen platt. La Grande-3 generating station ligger nere i en dal. Trakten runt La Grande-3 generating station är nära nog obefolkad, med mindre än två invånare per kvadratkilometer.. Det finns inga samhällen i närheten. 